# Sympetrum eroticum
Sympetrum eroticum е вид водно конче от семейство Libellulidae. Видът не е застрашен от изчезване.

## Разпространение и местообитание
Разпространен е в Китай (Гуанси, Гуейджоу, Джъдзян, Дзилин, Дзянси, Дзянсу, Съчуан, Фудзиен, Хубей, Хунан, Хънан, Шънси и Юннан), Провинции в КНР, Русия (Приморски край), Северна Корея, Тайван, Южна Корея и Япония (Кюшу, Рюкю, Хокайдо, Хоншу и Шикоку).
Обитава езера, блата, мочурища и тресавища.

## Описание
Популацията на вида е стабилна.